# Malá Morava
Malá Morava là một làng thuộc huyện Šumperk, vùng Olomoucký, Cộng hòa Séc.